# Eparchia uralska
Eparchia uralska – jedna z eparchii Rosyjskiego Kościoła Prawosławnego, z siedzibą w Uralsku. Jej obecnym (2022) ordynariuszem jest arcybiskup uralski i atyrauski Antoni (Moskalenko), zaś funkcję katedry pełni sobór św. Michała Archanioła w Uralsku.
Eparchia została erygowana decyzją Świętego Synodu Rosyjskiego Kościoła Prawosławnego z 30 stycznia 1991. Jej pierwszym ordynariuszem został biskup Antoni (Moskalenko), który nadal sprawuje swój urząd (od 1997 r. jako arcybiskup). Administratura dzieli się na trzy dekanaty, w ramach których funkcjonuje 45 parafii obsługiwanych przez 48 kapłanów. Podlega jej ponadto żeński monaster Opieki Matki Bożej w Uralsku.
24 marca 2022 r. postanowieniem Świętego Synodu Rosyjskiego Kościoła Prawosławnego wydzielono z części dwóch eparchii (szymkenckiej i uralskiej) nową administraturę – eparchię aktobską.